# 人造水晶
人造水晶，一般指人造石英晶体，广泛应用于光学、电子、化学及耐火材料等工业。 人造石英晶体是二氧化硅的晶体，密度2.65，硬度7。

## 用途
人造水晶有较好的透光度，可用作棱镜、滤光片、偏振片等光学元件，它具有出众的频率温度稳定性，因此，它在电子技术领域获得了广泛的应用，可制作成各种波体和声表面波震荡器、谐振器和滤波器。

## 制造过程
从沙子里选出的洁净、无色的石英，加热到将近2000℃，石英就会结成单晶体，即人造水晶。目前人造石英晶体普遍采用水热法生长，将石英原料和溶剂放入高压釜内，加温至330-380摄氏度，加压到80-150Mpa，在这样的环境中，石英溶解，并且重结晶，从而得到石英晶体。

## 人造水晶工艺品
工艺品中的人造水晶一般指高铅玻璃，一般来说氧化铅含量达到24%的玻璃，被称作水晶玻璃，也叫人造水晶，这种人造水晶比一般水晶有更大的比重，更高的折射率（1.545以上），更好的透光率（90%以上），所以经常被用作工艺品的制作。在中国古代，这种人造水晶一般被称为“琉璃”。

## 参看
- 石英
- 水晶
- 琉璃